# 象牙航空
象牙航空（Air Ivoire）是科特迪瓦的國家航空公司，总部设在該國第一大城市阿比让，於1960年成立，2011年結業。

## 通航城市
- 法国巴黎奥利机场
- 法国波尔多
- 法国马赛
- 加纳阿克拉
- 马里巴马科
- 刚果共和国布拉柴维尔
- 几内亚科纳克里
- 贝宁科托努
- 塞内加尔达喀尔
- 喀麦隆杜阿拉
- 加蓬利伯维尔
- 多哥洛美
- 尼日尔尼亚美
- 布基纳法索瓦加杜古

## 机队

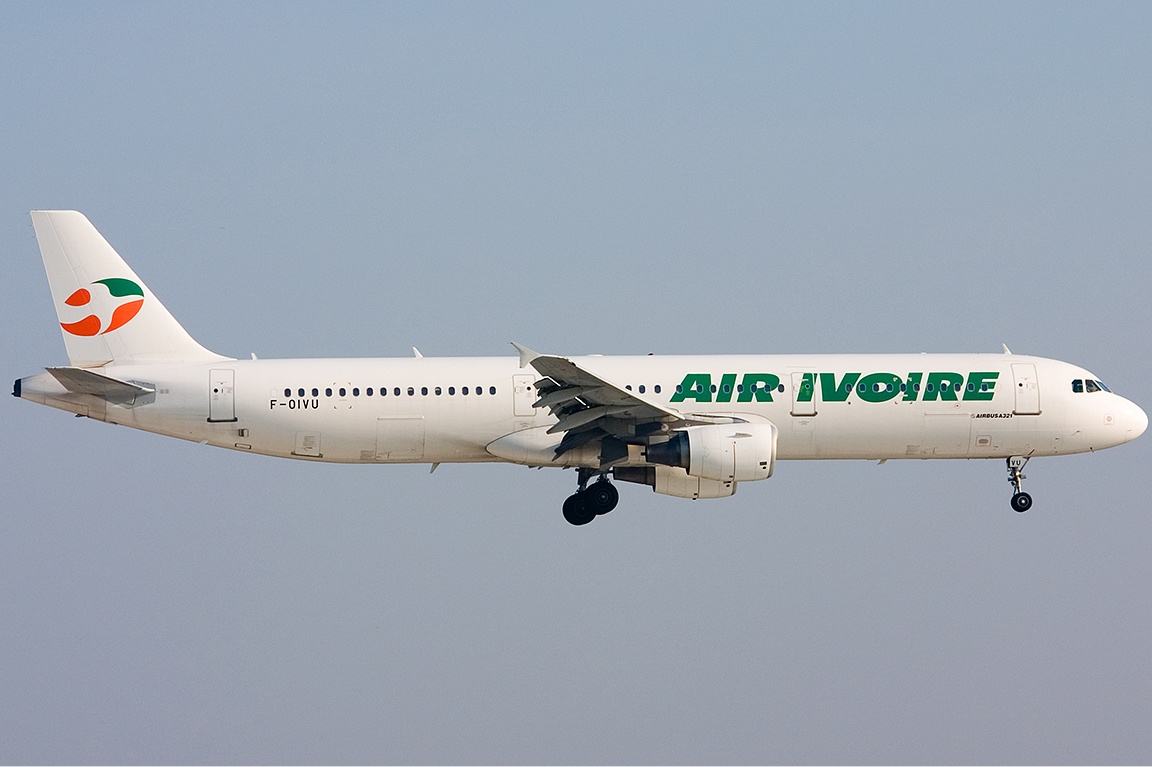
象牙航空空中巴士A321於巴黎

- 1架空中巴士A321-211
- 3架波音737-500
- 2架福克F28-4000

## 外部連結
- 科特迪瓦航空公司（法文）